# NGC 7391
NGC 7391 је елиптична галаксија у сазвежђу Водолија која се налази на NGC листи објеката дубоког неба.
Деклинација објекта је - 1° 32' 41" а ректасцензија 22h 50m 36,0s. Привидна величина (магнитуда) објекта NGC 7391 износи 12,2 а фотографска магнитуда 13,2. Налази се на удаљености од 58,019 милиона парсека од Сунца. NGC 7391 је још познат и под ознакама UGC 12211, MCG 0-58-6, CGCG 379-8, PGC 69847.